# Мито Цветков
Мито Цветков Бакалов или Бакалбашийски е български националреволюционер, участник в Четата на Христо Ботев.

## Биография
Мито Цветков е роден е около 1844 г. в град Враца. В неговия дом на 10 юли 1872 г. е основан Врачанския частен революционен комитет. Деен участник в комитета и съратник на Васил Левски. Получава пълномощно от Апостола и създава нелегалния канал Бекет-Оряхово.
През есента на 1875 г. се включва в подготовката на Априлското въстание в III Врачански революционен окръг. За него споменава Захари Стоянов в „Записки по българските въстания“:
| „ | „Митю Цветков, търговец из Враца, взел на кредит лойта на някого си турчин и преминал във Влашко да я продава. В Гюргево той залага тая лой на хъшовете, които ѝ прибраха парите и купиха с тях пушки за Ботевата чета.“ | “ |

Избухването на Априлското въстание го заварва в Румъния, където се включва в Четата на Христо Ботев. След битката при Милин камък, се отделя и след няколко дни е заловен в Берковско. Осъден в град Видин и остава в тамошния затвор до Освобождението.
След Освобождението от османско владичество е съден от българина Младен Скачоков – чорбаджия, че не е върнал парите за лойта, с която купува оръжие и му вземат къщата. Умира в немотия през 1881 г. във Враца. Другите двата кредитори – турчинът Хаджи Арап и евреинът Соломон, не си искат парите за разлика от българския чорбаджия.

## Външни източници
- Мито Цветков Бакалбашийски